# Havisa d'Aumale
Havisa d'Aumale (abans de 1165 -11 de març de 1214), va ser comtessa d'Aumale i senyora d'Holderness succeint al seu pare, el 1179.

## Biografia
És la filla de Guillem el Gros († 1179), comte d'Aumale i comte de York, i de Cécilia FitzDuncan (o de Rumilly), filla de Guillem Fitzduncan. A la mort del seu pare, va heretar tot el patrimoni familiar, així com de les baronies de Skipton al Yorkshire i Copeland a Cumberland per la seva mare. Era llavors menor, i esdevingué una pupil·la reial.
El 14 de gener de 1180, es va casar amb Guillem II de Mandeville († 1189), tercer comte d'Essex, al castell de Pleshey a Essex. Utilitza de manera ocasional el títol de comte d'Aumale fins a la seva mort. El seu matrimoni no va tenir descendents.
Ricard Cor de Lleó va decidir casar la rica hereva amb el seu comandant poiteví de les forces navals Guillem III dels Forts (o dels Forz, de Furs, de Fortibus). Però Hawise va refusar aquest espòs. Es va haver de sotmetre, tanmateix, després que el rei li va confiscar els seus béns. Es va casar amb Guillem probablement al final de l'any 1190, ja que al començament d'aquest any, acompanyava a Elionor d'Aquitània a Normandie i potser a Sicília. El seu segon marit va morir el 1195.
En tercer casaments a Sées el 1195, es va casar amb Balduí de Béthune († 1212), un noble d'origen flamenc. Havia estat un dels homes capturats al mateix temps que el rei el 1192, i havia contribuït al seu alliberament. Després de la mort d'aquest últim el 1212, va oferir al rei pagar 5000 lliures esterlines per al seu heretatge, el seu usdefruit i no ser forçada a casar-se de nou. La suma era molt important, però estava entre els més rics propietaris anglo-normands del seu temps.
El rei de França Felip II es va apropiar del castell d'Aumale el 1196, i va donar el petit comtat d'Aumale a Renald de Dammartin, el comte de Boulogne el desembre de 1204.
És descrita per Ricard de Devizes. com «una dona que era gairebé un home, a qui no li mancava res de viril exceptuat la virilitat.» Era doncs molt probablement una dona particularment independent, d'on les seves reticències a casar-se.
Va morir sigui el 1213 o el 1214, i probablement abans del 8 de març de 1214.
El seu fill Guillaume de Forts fou confirmat pel rei d'Anglaterra Joan sense Terra com a successor de la seva mare en les seves possessions angleses, amb obligació de casar-se amb Avelina de Monfichet per poder tocar els seus ingressos. És de vegades dit comte d'Albemarle, però incorrectament, ja que no mantenia un títol de comte anglès.

## Matrimoni i descendència
Es va casar tres vegades: 
- El 1180, es va casar amb Guillem II de Mandeville († 1189), tercer comte d'Essex, que prengué llavors el títol de comte d'Aumale. El matrimoni no va tenir fills.

- Vers el 1190, es va casar amb Guillem III dels Forts (o dels Fortz, de Furs, de Fortibus) († 1195), que va agafar també el títol de comte d'Aumale. Van tenir un fill:
  - Guillem dels Forts († 1241), fit erròniament comte d'Albemarle, important baró anglès;

- El 1196 es va casar amb Balduí de Béthune († 1212), senyor de Choques que també va agafar el títol de comte d'Aumale. Van tenir una filla:
  - Alícia († probablement vers 1216), que es va casar amb Guillem II el Mariscal, segon comte de Pembroke el 1214.